# Arxiu del Regne de València
L'Arxiu del Regne de València és un arxiu històric que custodia documents del Regne de València.

## Història
Tot i que anteriorment existia un arxiu en el Palau del Real de València, Alfons el Magnànim a les Corts celebrades durant 1419, va fundar novament l'arxiu reial, en disposar que tots els processos de Corts, els registres de la Cancelleria i els processos de l'Audiència Reial relatius al Regne de València o valencians, es copiaren en llibres-registres «separats dels generals de la Corona d'Aragó», i es guardaren en el Palau Reial.
En 1707, suprimida la vigència dels furs valencians, es van dissoldre també les institucions de govern autòcton del regne de València més importants (el Virrei, el Consell i Reial Audiència, la Batlia General, el Mestre Racional, la Governació, la Diputació del General, els Justícies), que havien donat origen als arxius que avui es custodien a l'Arxiu del Regne de València.
En assumir les seves competències la Corona, la seua documentació va ser també confiscada pel monarca. Així va passar amb els arxius de la Diputació del General del regne i dels Justícies de la ciutat de València.
En 1770 Carles III va assignar la Casa Professa dels Jesuïtes, confiscada per la Corona arran de la seva expulsió, com a seu de l'Arxiu General. No obstant això, caldrà esperar fins a 1810 —quan és enderrocat el Palau Reial— perquè es produís el trasllat forçós de l'Arxiu del Reial custodiat al Palau a la Casa Professa de la Companyia de Jesús.
Com ja hem indicat, dit Arxiu del Reial constituirà el nucli de l'Arxiu Reial i General del Regne de València. Posteriorment, el 1859, van ingressar els arxius de la Governació i dels Justícies i el 1868 seran incorporats els fons de la Batlia. Cada arxiu ingressat es convertirà en una secció corresponent de l'Arxiu del Regne de València.
A finals del segle xix, ingressaran els fons documentals de les institucions eclesiàstiques de la província de València confiscats per l'Estat arran de la desamortització.
Ja en 1874, la Delegació d'Hisenda de València havia efectuat un primer ingrés d'arxius eclesiàstics a l'Arxiu General, però el 1897 van començar a ser enviats a l'Arxiu Històric Nacional.
Gràcies a la mediació de la societat cultural Lo Rat Penat, el 1904 la Delegació d'Hisenda de València va dipositar a l'Arxiu del Regne de València la documentació de Clergat regular i secular que encara romania a les seves dependències. El 1889, s'incorporarà l'arxiu del Gremi de Mestres Sabaters.
El 1926, l'Audiència Territorial va remetre els llibres del Reial Acord i el 1936 va fer el mateix amb els plets de les Escrivanies de Cambra, la sèrie de registres i els índexs notarials, sèries procedents de l'antiga Reial Audiència o Cancelleria d'època borbònica. Des d'aquesta data, i fins als nostres dies, l'Arxiu del Regne de València ha anat enriquint constantment els seus fons.
El 1965 va ser inaugurada la nova i actual seu de l'Arxiu, davant les condicions precàries i poc òptimes que oferia la Casa Professa com a dipòsit arxivístic, projectat per Joan Pere Segura de Lago.
El 1985, l'Estat va transferir a la Generalitat Valenciana la gestió de l'Arxiu del Regne de València, encara que conserva la titularitat dels fons documentals i de l'edifici.

## Continguts
L'edifici consta de dos cossos, un dels quals, amb sala de lectura, oficines, sala d'actes i sala d'exposicions, laboratoris de restauració i fotografia, l'altre, és una torre amb 10 plantes per a dipòsit de documentació, la capacitat aproximada actual és de 15.000 metres lineals de prestatgeria.

## Serveis
- Sala de lectura per a la consulta directa dels seus fons, amb capacitat per a 22 persones, i amb lectors de microfilm i microfitxa.
- Laboratori de restauració.
- Laboratori de reprografia.
- Sala d'exposicions.
- Sala de conferències.
- Aula per a classes pràctiques.
- Visita programada per a grups docents.
- Biblioteca auxiliar de consulta, amb 11.740 llibres, 4.000 fullets i 250 publicacions periòdiques.